# Гертруд Бел
Гертруд Маргарет Лоутиан Бел (на английски: Gertrude Margaret Lowthian Bell, 14 юли 1868 – 12 юли 1926) е английска писателка, пътешественичка, политически служител, администратор и археоложка, която изследва, картографира и става изключително влиятелна в британската имперска политика заради знанията и контактите, придобити от нея по време на дългите и обширни пътувания в Сирия, Месопотамия, Мала Азия и Арабия. Заедно с Томас Лорънс, Бел помага за подкрепата на хашемитските династии в днешна Йордания и Ирак.
Тя изиграва основна роля в създаването и подпомагането на управлението на съвременен Ирак, използвайки уникалната си перспектива от пътуванията и отношенията си с племенните водачи в Близкия изток. По време на живота си тя е високо ценена и доверена от британски служители и упражнява огромно влияние. Описана е като „един от малкото представители на правителството на Негово Величество, запомнени от арабите с нещо, наподобяващо обич“.
През 2015 г. излиза филмът на Вернер Херцог „Кралицата на пустинята“, който разказва за голяма част от живота на Бел. Тя е изобразена от Никол Кидман.